# 행동 중독
행동 중독(行動中毒, Behavioral addiction)은 보상적인 비화학 물질 관련 행동에 강박적으로 참여하는 탐닉의 한 형태이다. 이러한 행동으로 얻어지는 보상을 자연보상(自然報償, Natural reward)이라고 한다. 이는 개인의 신체적, 정신적, 사회적 또는 재정적 안녕에 부정적인 결과를 초래할 수 있다. 뇌의 보상시스템에서 ΔFosB라고 알려진 전사인자는 행동 중독과 약물 중독 모두에 관련된 필수적인 공통 요소로 확인되었으며, 이들은 동일한 신경 적응과 연관되어 있다. 과정 중독, 또는 비물질 관련 장애라고도 한다.
탐닉(중독)은 일반적으로 물질 남용을 의미하지만, 1990년대 이후로 이 용어의 의미는 도박, 식사, 쇼핑 등 보상으로 이어질 수 있는 행동까지 포함하도록 확장되었다. 그럼에도 불구하고, 행동 중독을 진단하고 분류하는 틀은 정신병리학 분야에서 논쟁적인 주제이다.

## 정신과 및 의학적 분류
정신질환 진단 및 통계 편람(DSM)은 DSM-5에서 도박 장애를 처음으로 행동 중독으로 인정했으며, 이는 "물질 관련 및 탐닉성 장애" 장 아래에 분류된 유일한 비물질 관련 장애이다. 인터넷 게임 중독은 추가 연구를 위한 상태로 부록에 포함되었다. "탐닉"이라는 용어는 비의학적 환경에서 반복적인 유해 행동을 설명하는 데 일반적으로 사용되지만, DSM-5는 불확실한 정의와 잠재적인 부정적 의미를 피하기 위해 임상 환경에서 "탐닉" 대신 중립적인 용어인 "장애"를 권고했다.
DSM-5의 변화와 유사하게, 국제질병분류의 11차 개정판인 (ICD-11)은 통제력 손상, 반복적인 유해 행동, 그리고 부정적인 결과에도 불구하고 지속되거나 악화되는 진단 틀을 기반으로 "물질 사용 또는 탐닉성 행동으로 인한 장애" 범주를 도입했다. 새로운 하위 범주인 "탐닉성 행동으로 인한 장애"에는 도박 장애(이전에는 습관 및 충동 장애 아래), 게임 장애(새로운 진단), 그리고 두 가지 잔여 범주(기타 명시된 및 불특정)가 포함되어 임상의와 대중의 주의를 환기시키고 추가 연구를 용이하게 했다.
2019년 미국정신의학협회 (ASAM)는 물질 사용 장애와 강박 행동을 포함하는 탐닉의 정의를 개정하여 다음과 같이 명시했다: "탐닉은 뇌 회로, 유전학, 환경 및 개인의 삶의 경험 간의 복잡한 상호 작용을 포함하는 치료 가능한 만성 의학적 질병이다."
연구의 주목을 받았지만 증거가 불충분하거나 결정적이지 않은 다른 탐닉성 행동에는 포르노그래피 중독, 충동구매장애, 문제적 소셜 미디어 사용, 일중독증, 운동 중독, 강박적 성 행동 장애, 그리고 음식 중독이 포함된다.

## 유형

### 운동 중독
운동 중독은 부정적인 결과에도 불구하고 어떤 형태의 신체 운동에 강박적으로 참여하는 상태를 특징으로 한다. 규칙적인 운동은 일반적으로 건강한 활동이지만, 운동 중독은 일반적으로 신체 건강에 해로울 정도로 과도한 양의 운동을 하거나, 개인 생활 및 직업 생활에 해로울 정도로 너무 많은 시간을 운동에 사용하거나, 신체 부상에도 불구하고 운동을 계속하는 것을 포함한다. 또한 개인이 운동을 할 수 없을 때 심각한 금단 증상이 나타나는 규칙적인 운동에 대한 신체의존 상태를 포함할 수도 있다. 중독성 운동 행동과 건강한 운동 행동을 구분하는 것은 어렵지만, 어떤 범주에 속하는지 결정하는 데 중요한 요소들이 있다. 운동 중독은 식사장애와 높은 동반 질환율을 보인다.
운동 중독은 정신질환 진단 및 통계 편람 4판 (DSM-IV)에 장애로 등재되어 있지 않다. 이 유형의 탐닉은 개인의 행동이 강박적이거나 강박적이며, 개인의 삶에 기능 장애를 일으키는 행동 중독으로 분류될 수 있다.

### 도박 중독
병적 도박 또는 루도파시, 또는 루도마니아는 해로움과 부정적인 결과에도 불구하고 반복적으로 도박 행동을 하는 것이다. 병적 도박은 특정 진단 기준이 충족되면 DSM-5에 따라 정신 질환으로 진단될 수 있다. 병적 도박은 사회적, 가족적 비용과 관련된 흔한 장애이다.
DSM-5는 이 상태를 탐닉성 장애로 재분류했으며, 영향을 받은 사람들은 물질 중독자와 많은 유사성을 보인다. 도박 중독이라는 용어는 회복 운동에서 오랫동안 사용되어 왔다. 병적 도박은 미국정신의학협회에서 오랫동안 탐닉이 아닌 충동조절장애로 간주되었다. 그러나 데이터에 따르면 병적 도박과 물질 사용 장애 간의 관계가 병적 도박과 강박장애 간의 관계보다 더 밀접하다. 이는 주로 병적 도박과 대부분의 주요 물질 사용 장애(즉, 우울증과 같은 다른 상태를 "자위"하려는 욕구에서 비롯되지 않은 장애)의 행동이 뇌의 보상 메커니즘을 활성화하려 하는 반면, 강박장애를 특징짓는 행동은 뇌의 두려움 메커니즘에서 과도하고 잘못된 신호에 의해 유발되기 때문이다.
병적 도박은 알코올 문제와 높은 동반 질환율을 보이는 탐닉성 행동이다. 도박 중독을 가진 사람들이 공유하는 일반적인 경향은 충동성이다.

### 인터넷 중독
인터넷 과의존(Internet addiction disorder, IAD)은 인터넷, 특히 소셜 미디어의 문제적이고 강박적인 사용으로, 장기간에 걸쳐 개인의 기능에 지장을 주는 현상이다. 젊은이들은 인터넷 과의존을 겪을 위험이 특히 높으며, 사례 연구에서는 온라인 사용 시간이 늘어나면서 학업 성적이 저하되는 학생들을 강조한다. 일부는 스크롤, 채팅, 게임을 계속하기 위해 밤샘을 하면서 수면 부족으로 인한 건강 문제를 겪기도 한다.
과도한 인터넷 사용은 미국정신의학협회의 DSM-5나 세계보건기구의 ICD-11에서 장애로 인정되지 않는다. 하지만 게임 중독은 ICD-11에 등재되어 있다. 이 진단을 둘러싼 논란에는 이 장애가 독립적인 임상적 실체인지, 아니면 기저 정신 질환의 발현인지에 대한 의문이 포함된다. 정의가 표준화되거나 합의되지 않아 증거 기반 권고 개발을 어렵게 한다.
이 장애의 소인 요인을 더 잘 설명하기 위해 여러 가지 이론적 모델이 수년 동안 개발되고 적용되어 왔다. 병적 인터넷 사용의 인지행동 모델과 같은 모델은 20년 이상 인터넷 과의존을 설명하는 데 사용되어 왔다. 개인-정서-인지-실행 상호작용 모델(Interaction of Person-Affect-Cognition-Execution model)과 같은 새로운 모델은 최근에 개발되어 더 많은 임상 연구에 적용되기 시작했다.
2011년에는 "페이스북 중독 장애"(Facebook addiction disorder, FAD)라는 용어가 등장했다. FAD는 페이스북의 강박적 사용이 특징이다. 2017년 연구는 과도한 사용과 나르시시즘 간의 상관관계를 조사하며 "FAD는 성격 특성인 나르시시즘 및 부정적인 정신 건강 변수(우울증, 불안, 스트레스 증상)와 유의미하게 긍정적인 관계를 보였다"고 보고했다.
2020년 다큐멘터리 소셜 딜레마는 소셜 미디어 회사들의 정신 건강 전문가 및 전직 직원들이 소셜 미디어의 중독성 추구에 대해 우려를 표명했다고 보도했다. 예를 들어, 사용자가 한동안 페이스북에 접속하지 않으면 플랫폼은 알림을 다양하게 변경하여 다시 유인하려고 한다. 이 다큐멘터리는 또한 소셜 미디어 사용과 아동 및 청소년 자살률 사이의 상관관계에 대한 우려를 제기한다.
또한 2020년 연구에 따르면 코로나19 범유행 이후 인터넷 과의존 유병률이 증가한 것으로 나타났다. 코로나19와 인터넷 과의존의 가능한 관계를 강조한 연구들은 강제 격리와 그에 따른 스트레스가 인터넷 사용 수준 증가로 이어질 수 있었던 방식을 살펴보았다.

### 포르노그래피 중독
포르노그래피 중독(pornography addiction)은 포르노그래피 사용에 탐닉하는 상태에 탐닉 모델을 적용한 것이다. 포르노그래피 사용은 강박 행동의 일부가 될 수 있으며, 신체적, 정신적, 사회적 또는 재정적 안녕에 부정적인 결과를 초래할 수 있다. 세계보건기구의 ICD-11 (2022)은 강박적 성 행동 장애 (CSBD)를 충동조절장애로 인정했지만, CSBD는 탐닉이 아니며, 미국정신의학협회의 DSM-5 및 DSM-5-TR은 강박적인 포르노그래피 소비를 정신 질환이나 행동 중독으로 분류하지 않는다.
이처럼 타인과의 교류 대신 포르노그래피 시청에 지나치게 많은 시간을 보내거나, 지연행동을 유발하는 등 개인적 또는 사회적인 이유로 개인에게 문제가 되는 인터넷 포르노그래피를 보는 것은 병적으로 분류된다. 개인은 과도한 인터넷 포르노그래피 시청으로 인해 사회생활에 지장이 생겨 우울증, 사회적 고립, 경력 상실, 생산성 저하 또는 재정적 어려움을 겪는다고 보고할 수 있다.

### 성 의존증
성 의존증은 강박적으로 성행위에 참여하거나 몰두하여 부정적인 결과를 초래함에도 불구하고 계속하는 상태를 특징으로 한다. 이 개념은 논란의 여지가 있다. 2023년 기준 성 의존증은 DSM이나 ICD의 질병 분류에서 임상적 진단으로 인정되지 않으며, 후자는 이러한 행동을 강박적 성행동 장애의 일부로 분류한다.
강박적 성행동이 의존증, 즉 행동 중독에 해당하는지, 따라서 어떻게 분류하고 진단해야 하는지에 대해 정신과의사, 심리학자, 성과학자 및 기타 전문가들 사이에서 상당한 논쟁이 있다. 동물 연구에 따르면 강박적 성행동은 실험실 동물에서 약물 중독을 매개하는 것과 동일한 전사인자 및 후성유전학적 메커니즘에서 발생한다. 일부는 성과 같은 정상적인 행동에 그러한 개념을 적용하는 것이 문제가 될 수 있으며, 인간의 성에 의학적 모델인 의존증을 적용하는 것이 정상적인 행동을 병리화하고 해를 끼칠 수 있다고 주장한다.

### 쇼핑 중독
충동구매장애(compulsive buying disorder; CBD)는 정신 질환의 하나로, 쇼핑에 대한 탐닉이다. 소비중독증(shopaholic)이라고도 한다.

### 게임 중독
게임 중독 또는 비디오 게임 탐닉(video game addiction) 혹은 게임 과몰입이란 컴퓨터 게임 또는 비디오 게임을 과도하게 사용(탐닉)하여 개인의 일상생활에 지장이 생기는 것을 뜻한다. 또한 비디오 게임 탐닉은 충동적인 비디오 게임 플레이, 사회적 고립, 상상력의 감소, 비디오 게임 안에 성취에 대한 집중, 게임을 제외한 활동의 배제 등의 형태로 나타날 수 있다.
게임 중독이 질병임은 다양한 연구자 사이에서 사실상 이론의 여지가 없으나, 이를 행동 중독(behavioral addiction)으로 분류할지, 또는 정신 장애(mental disorder)에 분류할지에 대해 열띤 논쟁이 전개되고 있다. 2013년 5월, 게임 중독은 《정신질환 진단 및 통계 편람(DSM)》에 〈인터넷 게임 장애("Internet Gaming Disorder")〉라는 제목으로 등재되었다. 그 세부적 분류에 있어 정신 장애 여부가 여전히 확정되지 않은 관계로 잠재적인 정신 장애를 취급하는 ‘Section III’에 포함되어 있으며, ‘추가 연구 조건(Conditions for Further Study)’이 부착되어 있다.(APA, DSM-5, 783.) DSM에는 정신 장애만이 등재될 수 있으므로, 질병임이 학계에서 일반적으로 인정된다 하더라도 정신 장애로의 분류가 잠재적으로만 타당한 경우 ‘Section III’으로 분류된다. 이 분야에서 대부분의 연구자와 임상의는 인터넷 게임 장애를 정신 장애에 포함하는 것을 선호한다. 다른 한편, 세계보건기구(WHO)는 《ICD-11》에서 〈게임 장애("Gaming Disorder")〉를 정신적, 행동적 또는 신경발달적 장애(Mental, behavioural or neurodevelopmental disorders)로 분류하였다.(WHO, ICD-11, 6C51.)

### 일중독증
일중독증은 생활의 양식이어야 할 직업에 사생활을 많이 희생해 일만 하는 상태를 가리키는 말이다. 영어로 워커홀릭(영어: workaholic)이라고도 불린다. 이에 따라 과로사나 과로 자살이 사회 문제로 대두하고 있다.

## 치료
행동 중독은 치료 가능한 질환이다. 치료 옵션에는 심리요법과 정신약물요법(즉, 약물) 또는 이 둘의 조합이 포함된다. 인지 행동 치료 (CBT)는 행동 중독 치료에 사용되는 가장 일반적인 형태의 심리요법이며, 강박 행동을 유발하는 패턴을 식별하고 더 건강한 행동을 촉진하기 위한 생활 방식 변화에 중점을 둔다. 인지 행동 치료는 단기 요법으로 간주되므로, 치료 세션의 수는 일반적으로 5회에서 20회 범위이다. 세션 동안 치료사는 환자에게 문제 식별, 문제 주변의 자신의 생각 인식, 부정적이거나 잘못된 생각 식별, 그리고 해당 부정적이거나 잘못된 생각 재구성이라는 주제를 안내한다. CBT는 행동 중독을 치료하지는 않지만, 건강한 방식으로 상태에 대처하는 데 도움을 준다. 현재 일반적으로 행동 중독 치료에 승인된 약물은 없지만, 약물 중독 치료에 사용되는 일부 약물은 특정 행동 중독에도 유익할 수 있다.
다른 형태의 치료는 레크리에이션 요법이다. 공인 치료 레크리에이션 전문가(CTRS)는 레저와 레크리에이션을 사용하여 개인이 부상, 질병 또는 중독에서 회복하도록 돕는다. 치료 레크리에이션은 중독으로 고통받는 개인이 자존감, 자신감, 동기 부여, 회복력, 자율성, 즐거움 및 전반적인 정서 상태를 개선하는 데 도움이 될 수 있다.

## 연구
DSM-5와 ICD-11에 따른 행동 중독의 분류 및 진단 프레임워크는 임상 연구 분야에서 논란의 대상이 되어왔다. 예를 들어, 이 2020년 서술적 검토는 임상적 관련성과 경험적 증거를 바탕으로 더 많은 행동 중독을 포함하기에 ICD-11의 지침이 적절하다고 보았지만, 이 2015년 학술지 기사는 질적 요인의 정확성에 대한 비이론적이고 확증적인 연구 접근 방식을 의문시하고 사회적 요소와 심리적 과정에 대한 고려 부족을 비판했다.
2017년에 발표된 최근 서술적 검토는 행동 중독(병적 도박, 인터넷 과의존, 게임 중독, 강박적 성 행동 장애, 충동구매장애, 그리고 운동 중독)과 정신 질환 간의 연관성을 보고하는 기존 문헌을 조사했다. 전반적으로, 행동 중독과 기분 장애, 불안장애 뿐만 아니라 물질 사용 장애 간의 연관성에 대한 확실한 증거가 있다. 주의력결핍 과잉행동장애와의 연관성은 문제적 인터넷 사용 및 문제적 온라인 게임에 특정할 수 있다. 저자들은 또한 행동 중독과 정신 질환 간의 연관성에 대한 현재 연구의 대부분이 몇 가지 한계를 가지고 있다고 결론 내린다: 대부분 횡단적이며, 대표 샘플이 아니며, 종종 작은 샘플을 기반으로 한다는 점 등이다. 특히 행동 중독이 정신 질환의 원인인지 결과인지를 확립하기 위해서는 더 많은 종단 연구가 필요하다.
2021년 자폐와 행동 중독의 상관관계를 조사한 체계적 검토에서는 일반적인 상관관계에 대한 결정적인 증거를 찾지 못했다. 그러나 동반 정신 건강 상태가 있을 때 상관관계가 있다는 증거를 발견했다. 2022년 코로나19 범유행 기간 동안 행동 중독의 유병률을 추정하는 또 다른 체계적 검토에서는 유병률이 11.1%로 나타났다.

## 탐닉과 보상시스템
전사인자인 ΔFosB는 행동 중독과 약물 중독 모두에서 탐닉성 상태 발달에 중요한 역할을 하는 것으로 확인되었다. 측좌핵에서 ΔFosB의 과발현은 약물 중독에서 보이는 많은 신경 적응에 필요하고 충분하다. 이는 알코올, 칸나비노이드, 코카인, 니코틴, 펜시클리딘, 치환 암페타민 뿐만 아니라 성행위, 운동, 음식과 같은 자연적 보상에 대한 탐닉과도 관련이 있다. 최근 연구에서는 약물 보상(암페타민)과 자연적 보상(성행위) 사이의 교차 민감화가 ΔFosB에 의해 매개된다는 사실도 입증되었다.
주요 연구 분야 중 하나는 정서적 중요성과 관련 학습을 담당하는 뇌 구조인 편도체이다. 연구에 따르면 배쪽 피개부의 도파민성 투사는 특정 행동에 대한 동기 부여 또는 학습된 연관성을 촉진한다.
도파민 뉴런은 많은 후천적 행동의 학습과 유지에 중요한 역할을 한다. 파킨슨병에 대한 연구는 도파민의 즉각적인 작용을 뒷받침하는 세포 내 신호 전달 경로를 식별하는 데 기여했다. 도파민의 가장 일반적인 메커니즘은 특정 행동과 함께 중독성 특성을 생성하는 것이다. 도파민 보상 시스템에는 도파민 분출, 행동 유발, 그리고 행동에 대한 추가적인 영향의 세 가지 단계가 있다. 아마도 행동을 통해 전자적으로 신호가 전달되면, 도파민 뉴런은 빠른 전달 경로를 따라 영역을 자극하기 위해 원소의 '분출'을 방출한다. 그 다음 행동 반응은 선조체 뉴런을 지속시켜 더 많은 자극을 보내게 한다. 도파민 뉴런의 빠른 발화는 미세 투석 및 뇌 영상화를 통해 도파민의 세포 외 농도를 평가하여 시간 경과에 따라 모니터링할 수 있다. 이 모니터링은 일정 기간 동안 유발의 다중성을 볼 수 있는 모델로 이어질 수 있다. 일단 행동이 유발되면, 도파민 보상 시스템에서 벗어나기 어렵다.
도박과 같은 행동은 뇌의 보상 예측 능력에 대한 새로운 아이디어와 연관되어 왔다. 보상 시스템은 행동의 초기 감지기에 의해 유발될 수 있으며, 도파민 뉴런을 자극하여 행동을 시작하게 할 수 있다. 그러나 어떤 경우에는 오류, 즉 보상 예측 오류로 인해 많은 문제가 발생할 수 있다. 이러한 오류는 시간이 지남에 따라 복잡한 행동 과제를 생성하는 학습 신호 역할을 할 수 있다.

## 같이 보기
- 탐닉성 행동
- 탐닉성 성격
- 습관